# تيكس إيرفين
تيكس إيرفين (بالإنجليزية: Tex Irvin)‏ هو لاعب كرة قدم أمريكية أمريكي، ولد في 9 أكتوبر 1906 في تكساس في الولايات المتحدة، وتوفي في 11 فبراير 1978 في دى ليون في الولايات المتحدة.

## وصلات خارجية
- تيكس إيرفين على موقع مرجع كرة القدم المحترفة.كوم (الإنجليزية)
- تيكس إيرفين على موقع JustSportsStats.com (الإنجليزية)